# Johann Jakob Dusch

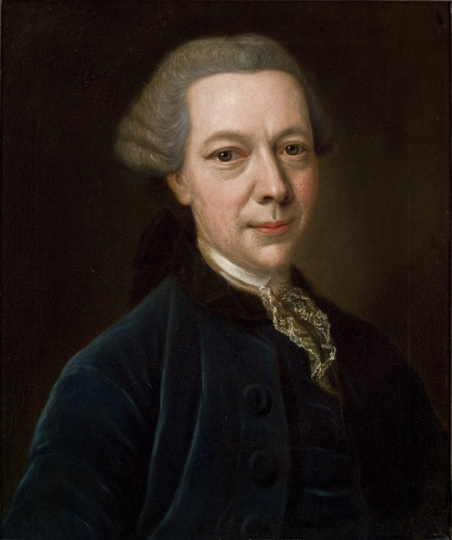
Johann Jakob Dusch, Gemälde von Johann Jakob Tischbein, 1766, gemalt für Johann Wilhelm Ludwig Gleim. Gleimhaus Halberstadt

Johann Jakob Dusch (* 12. Februar 1725 in Celle; † 18. Dezember 1787 in Altona) war ein deutscher Dichter und Prosaiker.

## Leben
Dusch studierte in Göttingen Theologie, schöne Wissenschaften und englische Literatur. Nach Beendigung seines Studiums begann Dusch seine Laufbahn als Pädagoge und Wissenschaftler.
Dusch übersetzte 1762 als erster die History of England des David Hume ins Deutsche. Geschichte von Großbritannien. Erster Band, der die Regierungen Jakobs I. und Carls I. enthält. Aus dem Englischen des David Hume Esq., Breslau und Leipzig 1762.
Als solcher wurde er 1766 mit der Leitung des Gymnasiums Christianeum in Altona betraut, die er bis zu seinem Tode innehatte. 1767 wurde er Professor der englischen und deutschen Sprache, 1771 dann Professor der Philosophie und Mathematik. In den Jahren 1758 bis 1763 übersetzte Dusch auch die Werke Alexander Popes und veröffentlichte sie (5 Bände, Altona 1758–64).
Im Alter von 62 Jahren starb Dusch am 18. Dezember 1787 in Altona. Lessing bezeichnete ihn in seinem 41. Literaturbrief ironisch als eine der fruchtbarsten Federn unsrer Zeit. In Altona-Nord ist seit 1951 eine Straße nach ihm benannt, der Duschweg. Der Landschaftsmaler Anton Carl Dusch war sein einziger Sohn.

## Werk
In seinem belletristischen Werk versuchte sich Dusch u. a. in komischen Lehrgedichten (z. B. Die Wissenschaften), war hier aber nicht sehr erfolgreich. In seinen komischen Epopöen (z. B. Der Schoßhund) lehnt er sich zu sehr an Alexander Pope an und galt hier schon seinen Zeitgenossen als Nachahmer. Dafür sorgte Dusch mit seinen Moralischen Briefen zur Bildung des Herzens für großes Aufsehen und schaffte damit sogar einen kleinen künstlerischen Durchbruch.

## Werke
- Die Wissenschaften. Göttingen 1752
- Der Tempel der Liebe. Hamburg 1758
- Das Toppé. Göttingen 1751
- Der Schoßhund. Altona 1756
- Moralische Briefe zur Bildung des Herzens. Leipzig 1759
- Briefe zur Bildung des Geschmacks. Leipzig 1764–73
- Geschichte Karl Ferdiners. Breslau 1776–80
  - unter dem Titel Der Verlobte zweier Bräute. Breslau 1785 neu hrsg.
- Die Pupille. Altona 1798